# 国民生活安定緊急措置法
国民生活安定緊急措置法（こくみんせいかつあんていきんきゅうそちほう、昭和48年12月22日法律第121号）は、第一次オイルショックによる物価の急激な上昇と、それによって生じた混乱（「トイレットペーパー騒動」の項参照）といった社会不安を受けて、物価の高騰その他の日本経済の異常な事態に対処するため、国民生活との関連性が高い物資及び国民経済上重要な物資の価格及び需給の調整等に関する緊急措置を定め、国民生活の安定と国民経済の円滑な運営を確保することに関する日本の法律である。

## 主務官庁
- 消費者庁公益通報・協働担当参事官職[2]

## 標準価格
物価が高騰し又は高騰するおそれがある場合において、国民生活との関連性が高い物資又は国民経済上重要な物資（以下「生活関連物資等」という。）の価格が著しく上昇し又は上昇するおそれがあるとき、政令で当該生活関連物資等を特に価格の安定を図るべき物資として指定することができる。政令で指定した品目（指定物資）について指定物資の取引の標準となるべき品目（標準品目）について、標準価格が設定される。
小売り業者は標準価格を店頭に表示する義務があるが、第7条の規定により標準価格以下での販売指示がない限り、販売価格についての義務はない。

### これまで指定された物品
| 品目               | 指定日        | 解除日        | 標準価格 |
| ------------------ | ------------- | ------------- | --- |
| 家庭用灯油         | 1974年1月18日 | 1974年6月1日  | 380円/18リットル(正味量、カン入り、店頭売り) |
| 家庭用液化石油ガス | 1974年1月18日 | 1976年5月1日  | 1300円/10kg (ボンベ・配達費を含む) 1974年1月18日から1974年8月19日まで 1500円/10kg (ボンベ・配達費を含む) 1974年8月20日から                                                        |
| ちり紙             | 1974年2月1日  | 1974年5月21日 | 235円/(800枚、正味700グラム、1組) |
| トイレットペーパー | 1974年2月1日  | 1974年5月21日 | 220円/(55メートル4個、正味500グラム) (原料が古紙のもの)、 240円/(65メートル4個、正味580グラム) (原料が古紙のもの)、 240円/(60メートル4個、正味540グラム) (原料がパルプ原料のもの) |

## 特定標準価格
標準価格の設定でもなお指定物資の価格の安定を図ることが困難であると認められる場合で、政令で特に価格の安定を確保すべき品目（特定品目）として指定し特定標準価格を設定できる。
特定標準価格が設定された場合は、これを超えた販売に対し、超過額を課徴金として徴収できる。

## 売渡し、輸送又は保管に関する指示
特定の地域において生活関連物資等の供給が不足することにより当該地域の住民の生活の安定又は地域経済の円滑な運営が著しく阻害され又は阻害されるおそれがあり、当該地域における当該生活関連物資等の供給を緊急に増加する必要があると認めるときに、当該生活関連物資等の生産、輸入又は販売の事業を行う者に対し、売渡しをすべき期限及び数量、売渡先並びに売渡価格を定めて、当該生活関連物資等の売渡しをすべきことを指示できる。この規定の発動については、品目の政令指定を必要とする規定はなく、また地域的な供給不足は要件であるが、物価が高騰し又は高騰するおそれがある場合は要件になっていない。
2020年（令和2年）、新型コロナウイルス感染症が日本において流行を拡大させていることに鑑み、2020年3月3日、一般家庭用マスクについて第22条第1項の規定（売渡し、輸送又は保管に関する指示等）に基づいて、厚生労働大臣加藤勝信から、一般家庭用マスクの製造販売事業者及び輸入事業者に対し、売渡しの指示がされた。第22条に基づく売渡指示は、これが初めて実施されたものである、買い取ったマスクは北海道北見市及び空知郡中富良野町で配布された。
厚生労働省が公表している調達情報によると北海道向けマスクの契約は、随意契約として、2020年3月3日付でユニ・ケアー株式会社との間で「救護物資用マスク購入一式」として2億299万7146円で行われ、さらに配布については日本郵便「感染の広がりが見られる自治体へのマスクの優先配布業務一式」として4880万9283円で行われている。更に3月16日に横井定との間で「不織布マスク購入一式」として522万5880円で、リブ・ラボラトリーズとの間で「超ふわマスク小さめサイズ　10枚　購入一式」として176万440円で、アイリスオーヤマとの間で「北海道向けマスク購入一式」として3898万7762円で、白元アースとの間で「快適ガードさわやかマスク購入一式」として1450万5221円で、3月17日に日本バイリーン株式会社との間で「フルシャットマスク　ふわっと爽快感　ふつうサイズ購入　一式」として115万2000円で契約がされている。3月16日、17日分については、厚生労働省が3月17日に発表した「北海道35市町村（札幌市、旭川市等）へのマスクの優先配布について」の分である。

## 割当て又は配給等

### 概要
物価が著しく高騰し又は高騰するおそれがある場合において、生活関連物資等の供給が著しく不足し、かつ、その需給の均衡を回復することが相当の期間極めて困難であることにより、国民生活の安定又は国民経済の円滑な運営に重大な支障が生じ又は生ずるおそれがあると認められるときは、別に法律の定めがある場合を除き、当該生活関連物資等を政令で指定し、政令で、当該生活関連物資等の割当て若しくは配給又は当該生活関連物資等の使用若しくは譲渡若しくは譲受の制限若しくは禁止に関し必要な事項を定めることができる。
この場合、当該政令には、その政令若しくはこれに基づく命令の規定又はこれらに基づく処分に違反した者を5年以下の拘禁刑若しくは300万円以下の罰金に処し、又はこれを併科する旨の規定を設けることができる。

### 2019年コロナウイルス感染症流行によるマスク・消毒薬不足

#### 適用の検討
コロナ2019のパンデミックが日本国内において拡大しつつあった2020年（令和2年）2月10日、勤務医の経験がある参議院議員浜田聡（NHKから国民を守る党所属）が「マスクの買い占め・転売行為に対し、物価統制令、国民生活安定緊急措置法、生活関連物資等の買占め及び売惜しみに対する緊急措置に関する法律（買い占め防止法）等を活用することに関する質問主意書」を参議院事務局に提出した。
しかし、第4次安倍内閣 (第2次改造)は2月21日、「現段階ではマスクを（対象に）指定する状況ではない」とする答弁書を決定。浜田の要求を一度は拒否した。

#### 衛生マスクへの適用
その後もコロナ2019のパンデミックは収まらず、同年3月10日、国民生活安定緊急措置法第26条及び第37条の規定に基づいて、政令を改正し、衛生マスクの譲渡制限および規定に違反した場合について罰則を定めることが閣議決定された。国民生活安定緊急措置法第26条による初めての措置であり、浜田が質問主意書で提案した内容を事実上受け入れた形となる。国民生活安定緊急措置法施行令の一部を改正する政令（令和2年政令第42号）は閣議決定の翌日に令和2年3月11日付官報号外特第42号で公布された
具体的な内容は、国民生活安定緊急措置法第26条第1項に基づく生活関連物資等に「衛生マスク」を指定し、「衛生マスクを不特定の相手方に対し売り渡す者から衛生マスクの購入をした者は、当該購入をした衛生マスクの譲渡（不特定又は多数の者に対し、当該衛生マスクの売買契約の締結の申込み又は誘引をして行うものであつて、当該衛生マスクの購入価格を超える価格によるものに限る。）をしてはならない。」と規定し転売を禁止した。違反者は1年以下の懲役若しくは100万円以下の罰金に処され、又はこれを併科される。公布の日（2020年3月11日）から4日後の3月15日に施行される。改正政令の施行の日前に締結された売買契約によるものについては、適用しない。
衛生マスクとは、家庭用マスクをはじめ、医療用マスクや産業用マスク等、一般に市販されている健康・予防、衛生環境の維持等に用いられるマスクが幅広く含まれる。転売が禁止となるマスクの購入元については、一般消費者がアクセス可能な店舗、インターネットサイトなどを通じて広くマスクを販売する小売業者等が対象であり、具体的には、小売業者に加えて、製造/輸入事業者、卸業者及び個人も、消費者向けに広く直販する場合は対象(ただし、事業者を対象に相手方を特定して取引を行う通常の卸売取引は対象外)。購入した商品を転売する行為が規制対象であり、これらの事業者等が消費者に直接販売することは規制対象外。また通常の卸売取引で購入した物は規制対象外のため、これらを小売店が高値販売したり、貿易会社がネットオークションで高値販売する行為は規制対象外だ。
3月11日、規制を所管する厚生労働省、経済産業省、消費者庁は連名で「マスク転売規制についてのＱ＆Ａ」を公表し、送料の扱いなど細かい点について行政としての見解を明らかにした。

#### 消毒等用アルコールへの適用
コロナ2019のパンデミックはその後もさらに拡大し、安倍内閣は同年4月7日、第1次緊急事態宣言を出すに至った。
これを受け、同年5月22日、消毒用アルコールについて第26条及び第37条の規定に基づいて、政令を改正し、衛生マスクと同様に譲渡制限および規定に違反した場合について罰則を定めることが閣議決定された。国民生活安定緊急措置法施行令の一部を改正する政令（令和2年政令第173号）は閣議決定の当日に令和2年5月22日付官報号外特第67号で公布された。
具体的な内容は、国民生活安定緊急措置法第26条第1項に基づく生活関連物資等に「衛生マスク」に加えて「消毒等用アルコール」を指定した。転売禁止の規定は、国民生活安定緊急措置法施行令第2条を「前条各号に掲げる生活関連物資等（以下この条において「特定生活関連物資等」という。）を不特定の相手方に対し売り渡す者から特定生活関連物資等の購入をした者は、当該購入をした特定生活関連物資等の譲渡（不特定又は多数の者に対し、当該衛生マスクの売買契約の締結の申込み又は誘引をして行うものであつて、当該特定生活関連物資等の購入価格を超える価格によるものに限る。）をしてはならない。」と改正することにより、「衛生マスク」と同じく「消毒等用アルコール」も転売を禁止した。改正政令の公布の日（2020年5月22日）から4日後の5月26日に施行される。改正政令の施行の日前に締結された売買契約によるものについては、適用しない。「衛生マスク」と「消毒等用アルコール」は、同じ規定で転売を禁止したため、転売の定義、罰則等については同様に扱われる。
「消毒等用アルコール」とは、消毒等（消毒、殺菌その他これらに類する行為）に使用されることが目的とされている①アルコールを含有する医薬品・医薬部外品及び②医薬品・医薬部外品以外のアルコール分60度以上の製品を指し、これら消毒等アルコールを染み込ませた不織布等を含む。
さらに細かい範囲については、厚生労働省、財務省（国税庁）、経済産業省、消費者庁の連名で改正の政令の公布日である5月22日に公表された「国民生活安定緊急措置法施行令の改正についてにより、行政の見解が示された。
更に同じ5月22日、規制を所管する、厚生労働省、経済産業省、消費者庁、国税庁は連名で「国民生活安定緊急措置法による転売規制についてのＱ＆Ａ」を公表した。これは3月11日にマスクについて発表したQ&Aを、消毒等用アルコールを加えた内容に改定したもので、送料の扱いなど細かい点について行政としての見解を明らかにしたものである。

##### 摘発事例
マスク転売が初めて摘発されたと2020年5月22日に報道された。報道内容は、三重県警察生活環境課が22日、津市の衣料品販売会社と同社の男性社長をマスク転売容疑で書類送検したと、発表したものだ。
マスク転売による逮捕が初めてされたと2020年6月1日に報道された。報道によれば「同法違反での逮捕は全国で初めて」である。逮捕容疑は「今年4月29日、輸入販売業者からマスク7万枚を1枚44円（計308万円）で仕入れて、岡山市内で知人の自営業男性（38）に1枚49.5円で1万4千枚（計69万3千円）を転売、同月30日に倉敷市内で別の自営業男性（38）に、1枚50.6円で2千枚（計10万1200円）を転売した」というもの。

#### 適用の解除
国民生活安定緊急措置法第26条第1項に基づく措置は、同条第2項により「事態を克服するため必要な限度を超えるものであつてはならない。」とされているところ、国内生産増や輸入拡大より既に市場で入手できる状況になっているとの理由で、衛生マスク及び消毒等用アルコールについて生活関連物資等の指定及び転売規制を解除することになり、そのための政令改正が、国民生活安定緊急措置法施行令の一部を改正する政令として2020年8月25日の閣議で決定され、国民生活安定緊急措置法施行令の一部を改正する政令（令和2年政令第254号）は令和2年8月28日付官報号外第178号で公布された。公布の日（2020年8月28日）の翌日の8月29日に施行された。改正政令の施行の日前の行為に対する罰則の適用については、なお従前の例による（処罰される）。

### 令和の米騒動

#### 米穀への適用
2025年6月13日、国民生活安定緊急措置法第26条及び第37条の規定に基づいて、政令を改正し、米穀の譲渡制限および規定に違反した場合について罰則を定めることが閣議決定された。国民生活安定緊急措置法第26条による3番目の措置である。国民生活安定緊急措置法施行令の一部を改正する政令（令和7年政令第213号）は閣議決定の当日に令和7年6月13日付官報号外特第14号で公布された
具体的な内容は、国民生活安定緊急措置法第26条第1項に基づく生活関連物資等に「米穀」を指定し、「米穀を不特定の相手方に対し売り渡す者から米穀の購入をした者は、当該購入をした米穀の譲渡（不特定又は多数の者に対し、当該米穀の売買契約の締結の申込み又は誘引をして行うものであつて、当該米穀の購入価格を超える価格によるものに限る。 ） をしてはならない。」と規定し転売を禁止した。違反者は1年以下の拘禁刑若しくは100万円以下の罰金に処され、又はこれを併科される。公布の日（2025年6月13日）から10日後の6月23日に施行される。改正政令の施行の日前に締結された売買契約によるものについては、適用しない。
「米穀」には、精米及び玄米をはじめ、砕米（いわゆる「ふるい下」等）が該当し、パックご飯や、飲食店等で提供される炊飯された米飯等は含まない。。転売が禁止となる米穀の購入元については、一般消費者がアクセス可能な店舗、インターネットサイトなどを通じて広くマスクを販売する小売業者等が対象であり、具体的には、小売業者に加えて、製造/輸入事業者、卸業者及び個人も、消費者向けに広く直販する場合は対象(事業者を対象に相手方を特定して取引を行う通常の卸売取引は対象外)。購入した商品を転売する行為が規制対象であり、これらの事業者等が消費者に直接販売することは規制対象外。また通常の卸売取引で購入した物は規制対象外のため、これらを小売店が高値販売したり、貿易会社がネットオークションで高値販売する行為は規制対象外だ。
6月13日、規制を所管する農林水産省、消費者庁は連名で「国民生活安定緊急措置法による転売規制についてのＱ＆Ａ」を公表し、送料の扱いなど細かい点について行政としての見解を明らかにした。